# كريس أولت
كريس أولت (بالإنجليزية: Chris Ault)‏ هو لاعب كرة قدم أمريكية أمريكي، ولد في 8 نوفمبر 1946 في سان بيرناردينو في الولايات المتحدة.

## وصلات خارجية
- كريس أولت على موقع إن إن دي بي (الإنجليزية)